# Diaphorus hoffmannseggi
Diaphorus hoffmannseggi är en tvåvingeart som beskrevs av Johann Wilhelm Meigen 1830. Diaphorus hoffmannseggi ingår i släktet Diaphorus och familjen styltflugor. Arten är reproducerande i Sverige. Inga underarter finns listade i Catalogue of Life.